# Nhoabe
Nhoabe é um gênero de mariposa pertencente à família Crambidae.